# 阳山七拱桥
七拱桥，位于中国广东省清远市阳山县七拱镇墟东，为清远市阳山县的一个县级文物保护单位，类型为古建筑，公布时间为1987年。
七拱桥的历史年代为清道光（1827）。